# Michael Pacher
Michael Pacher (* kolem 1435, Bruneck, Jižní Tyrolsko - 1498, Salcburk) byl tyrolský malíř a sochař, jeden z nejvýznamnějších mistrů rakouské pozdní gotiky a rané renesance.

## Život
O raném životě a školení Michaela Pachera neexistují žádné údaje. Je pravděpodobné, že osobně poznal díla Mantegny, Donatella a Fra Filippo Lippi v severní Itálii, lineární perspektivu florentské renesance a byl ovlivněn německou renesancí (Nicolaus Gerhaert van Leyden, Monogramista E.S.). První zaznamenané datum z jeho životopisu se týká oltářního obrazu, který namaloval kolem 1462-1463 pro kostel St. Lorenz poblíž Brunecku v údolí Pustertal. Roku 1467 je uváděn jako majitel největší umělecké dílny a měšťan v Brunecku. V posledních třech letech života žil a pracoval v Salcburku.
Mnoho Pacherových děl bylo zničeno nebo silně poškozeno během nepokojů koncem 17. století a v roce 1709 (Válka o španělské dědictví).

## Dílo

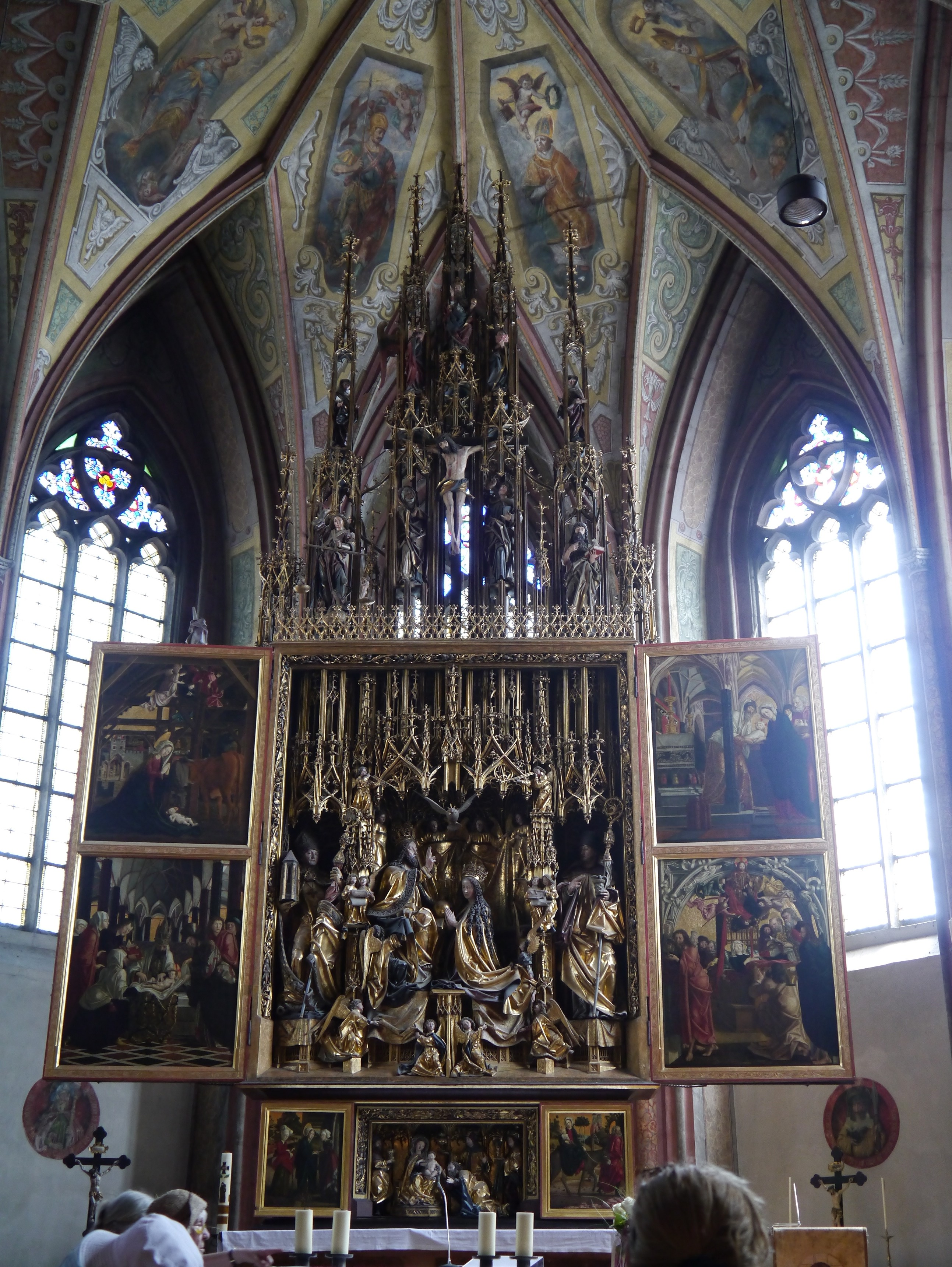
Hlavní oltář v kostele St. Wolfgang, Salzkammergut

Pacherova dílna, kde vznikaly velké oltáře spojující architekturu, malbu a sochařství s polychromií a zlacením, byla také jednou z prvních, která zavedla principy renesanční malby ve střední Evropě. Na podkladu maleb byla nalezena geometrická perspektivní síť. Pacher, který byl současníkem Andrea Mantegny a o několik desítek let předešel Albrechta Dürera, spojil formální objevy klasické italské renesance týkající se kompozice prostoru s expresivitou a živostí středoevropské malby v novou jednotu. Tato syntéza transcendentálního univerzalismu ze středověku s novým, imanentním dopadem skutečnosti je blízká filosoficko - teologickým spisům humanisty Mikuláše Kusánského, biskupa v Brixenu. Michael Pacher je spolu s Tilmanem Riemenschneiderem a Veitem Stossem řazen do proudu patetického slohu náboženské reformace.
Pacherovým mistrovským dílem je skříňový oltář pro farní kostel sv. Wolfganga u Abersee, který je umístěn v původním autentickém gotickém prostoru chrámu a je považován za vůbec nejlepší svého druhu v Evropě. Centrální skříň s vyřezávanými a zlacenými figurami znázorňujícími scénu Korunování panny Marie má rozměry 390 x 316 cm. K ní jsou připojena čtyři křídla s malovanými výjevy a predella sestávající ze tří obrazů. Celá vyřezávaná část oltáře vytváří hluboký prostor, postranní obrazy mají lineární perspektivu s hmotnými figurami, u kterých malíř používá perspektivní zkreslení.

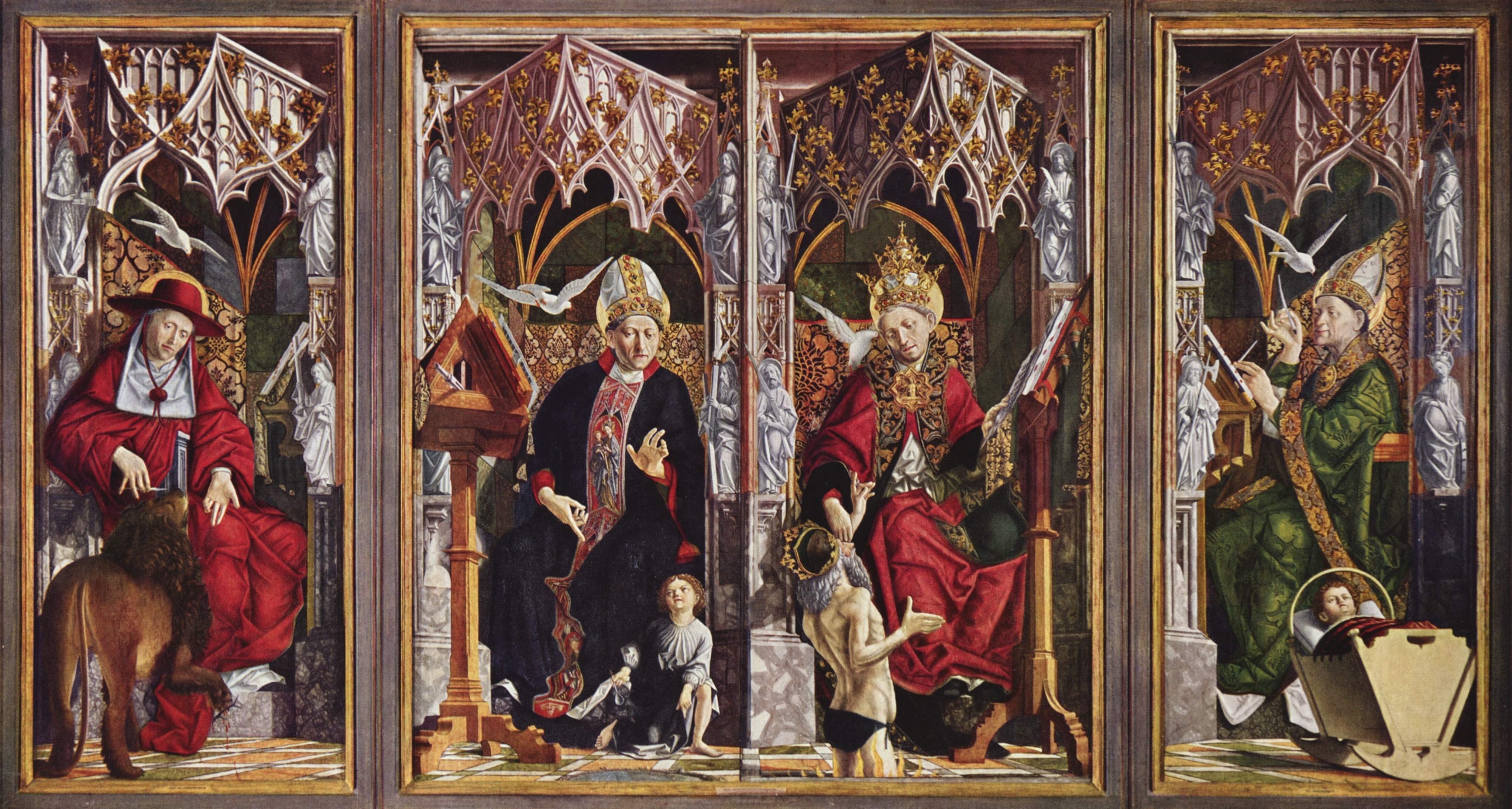
Michael Pacher, Oltář Otců církve

Jeho druhým nejslavnějším dílem je Oltář církevních otců, vytvořený v letech 1471 - 75 pro klášter v Neustiftu (nyní Alte Pinakothek, Mnichov). Malovaný oltář je rozdělen na čtyři sekce zobrazující sedící figury (zleva) sv. Jeronýma se lvem jako kardinála, sv. Augustina (s odkazem na legendu o sv. Augustinovi), papeže Řehoře I. (s císařem Traiánem, za jehož duši v očistci se modlil) a sv. Ambrože (s odkazem na legendu o dítěti v kolébce a kapce medu). Všichni jsou vyobrazeni s holubicí, symbolizující přítomnost Ducha svatého.

### Díla připisovaná Pacherovi
- 1462-63 část hlavního oltáře (Socha Panny Marie a malovaná křídla oltáře), farní kostel, St. Lorenzo, Pusteria
- 1465 oltář Tomáše Becketa, Johanneum, Graz
- 1469-70 Fresky na klenbě sakristie, Abbazia di Novacella, Itálie
- 1470 Tabernákl, Monguelfo-Tesido, Itálie
- 1470 Útěk do Egypta, Kunstmuseum Basel
- 1471-1481 Oltář sv. Wolfganga, farní kostel, St. Wolfgang im Salzkammergut, Rakousko[3]
- 1475 Oltář korunovace Panny Marie, Socha Panny Marie s Ježíškem, Starý Farní kostel Gries, Bolzano
- 1475-83 fragment Oltáře Čtyř církevních otců z kláštera Neustift bei Brixen, nyní v Alte Pinakothek, Mnichov
- 1480 Fresky nad jižními dveřmi, Kolegiátní kostel, San Candido, Itálie
- 1480-90 Socha svatého Vavřince, Tyrolské Státní muzeum, Innsbruck
- 1482-84 Socha svatého Michaela, Bavorské národní muzeum, Mnichov (původní oltář sv. Michala z farního kostela v Bolzanu byl zničen)
- 1490 Krucifix, Národní muzeum, Varšava[4]
- čtyři Panely s hlavami svatých, Wiltonské opatství, Innsbruck
- 1495 Hlavní oltář, Socha Panny Marie, Františkánský kostel, Salcburk
- Zasnoubení Panny Marie a Bičování Krista, Josef hozený do studny, Österreichische Galerie Belvedere, Vídeň
- Hlava sv. Anny, soukr. sbírka, Vídeň

### Zastoupení v českých sbírkách
- Narození Panny Marie, Sbírka Kolowratů Krakowských Liebsteinských v Rychnově nad Kněžnou, nyní Šternberský palác, Národní galerie v Praze - Sbírka starého umění[5][6]